# Ère préindustrielle

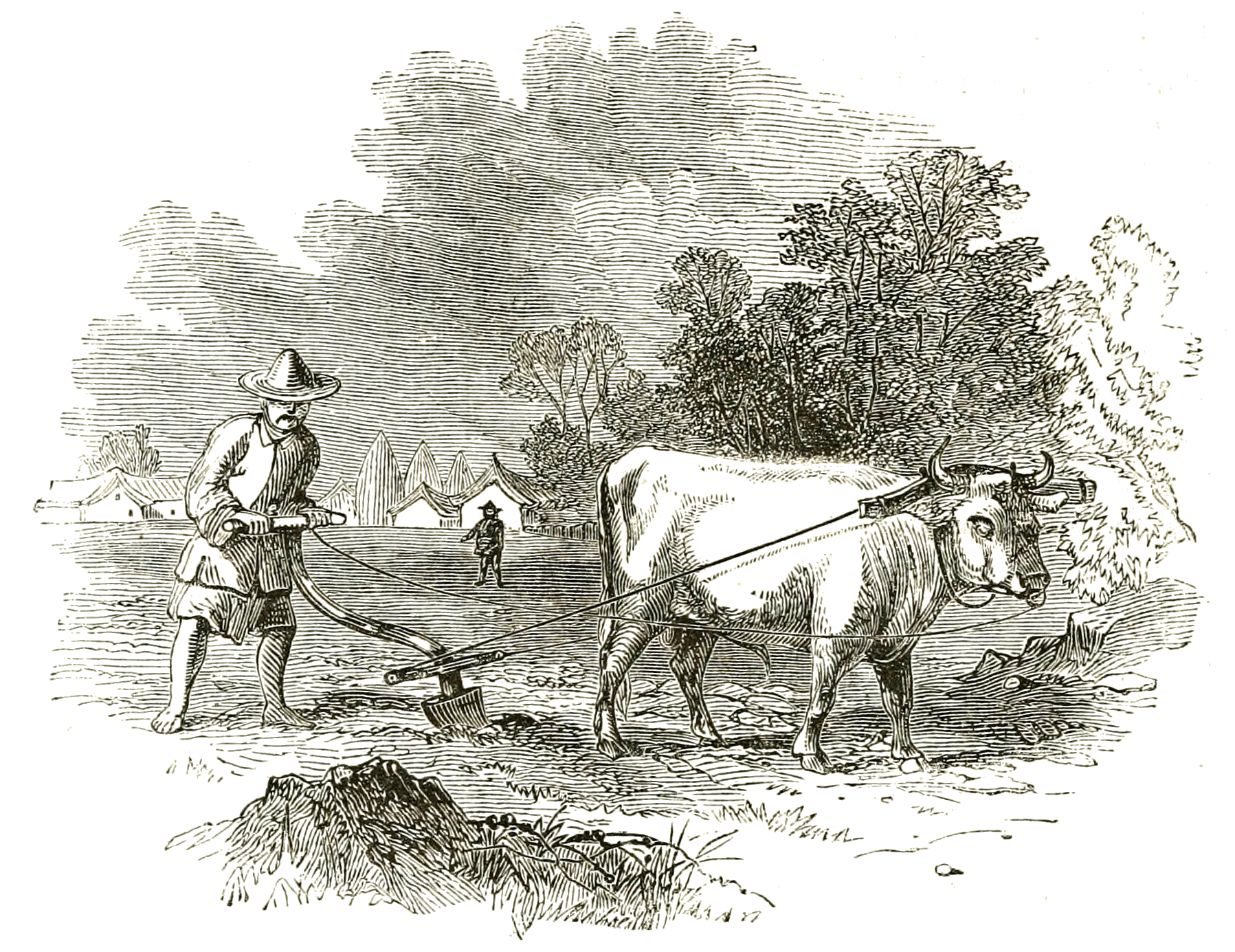
Un fermier chinois utilisant un bœuf pour tirer une charrue

L'ère préindustrielle ou société préindustrielle fait référence aux attributs sociaux et aux organisations politique et culturelle qui prévalaient avant l'avènement de la révolution industrielle, qui s'est produite de 1750 à 1850. Pré-industriel fait référence à une époque antérieure à l'existence de machines et d'outils permettant d'effectuer des tâches en masse. Les sociétés préindustrielles varient d'une région à l'autre en fonction de la culture d'une région donnée ou de l'histoire de la vie sociale et politique.
Le terme « préindustriel » est également utilisé comme référence pour les conditions environnementales avant le développement de la société industrielle : ainsi, l'Accord de Paris sur le changement climatique, adopté à Paris le 12 décembre 2015 et en vigueur depuis le 4 novembre 2016, « vise à limiter le réchauffement climatique bien en dessous de 2 degrés, de préférence à 1,5 degré Celsius, par rapport aux niveaux préindustriels ». La date de la fin de « l'ère préindustrielle » n'est pas définie.